# Cheng Ming
Cheng Ming (en chino: 程明; 11 de febrero de 1986) es una deportista china que compitió en tiro con arco, en la modalidad de arco recurvo.
Participó en los Juegos Olímpicos de Londres 2012, obteniendo una medalla de plata en la prueba por equipo (junto con Fang Yuting y Xu Jing).

## Palmarés internacional
| Juegos Olímpicos | Juegos Olímpicos      | Juegos Olímpicos | Juegos Olímpicos |
| Año              | Lugar                 | Medalla          | Prueba           |
| ---------------- | --------------------- | ---------------- | ---------------- |
| 2012             | Londres (Reino Unido) | Medalla de plata | Equipo           |